# Christine Kambua Muyanga
Christine Kambua Muyanga (ur. 21 marca 1991 w Kitui) – kenijska lekkoatletka specjalizująca się w biegach długich.
Wicemistrzyni świata juniorek młodszych w biegu na 2000 metrów z przeszkodami z Ostrawy (2007). W kolejnym sezonie wygrała bieg na 3000 metrów z przeszkodami podczas mistrzostw świata juniorów. Stawała na najwyższym podium mistrzostw Kenii juniorów. 
Rekord życiowy w biegu na 3000 metrów z przeszkodami – 9:31,35 (10 lipca 2008, Bydgoszcz). 

## Osiągnięcia
| Rok  | Impreza                               | Miejsce   | Konkurencja                   | Pozycja     | Wynik   |
| ---- | ------------------------------------- | --------- | ----------------------------- | ----------- | ------- |
| 2007 | Mistrzostwa świata juniorów młodszych | Ostrawa   | bieg na 2000 m z przeszkodami | 2. miejsce  | 6:22,49 |
| 2008 | Mistrzostwa świata w biegu na przełaj | Edynburg  | bieg juniorów                 | 12. miejsce | 20:34   |
| 2008 | Mistrzostwa świata juniorów           | Bydgoszcz | bieg na 3000 m z przeszkodami | 1. miejsce  | 9:31,35 |